# Radiofrecvență
Radiofrecvența (prescurtat RF) este un termen folosit pentru a caracteriza domeniul de frecvențe prin care se efectuează, de obicei, transmisiunile radioelectrice. În particular, termenul desemnează domeniul de frecvențe care începe cu frecvențele undelor kilometrice (UL) (circa 100 km lungimea de undă, căreia îi corespunde o frecvență de 3 kHz) și se termină cu frecvențele microundelor (1 mm, 300 GHz).

## Benzile de frecvență
| Frecvență          | Lungime de undă | Destinație                  | Abreviere |
| ------------------ | --------------- | --------------------------- | --------- |
| 3–30 Hz            | 105–104 km      | Extremely low frequency     | ELF       |
| 30–300 Hz          | 104–103 km      | Super low frequency         | SLF       |
| 300–3000 Hz        | 103–100 km      | Ultra low frequency         | ULF       |
| 3–30 kHz           | 100–10 km       | Very low frequency          | VLF       |
| 30–300 kHz         | 10–1 km         | Low frequency               | LF        |
| 300 kHz – 3 MHz    | 1 km – 100 m    | Medium frequency            | MF        |
| 3–30 MHz           | 100–10 m        | High frequency              | HF        |
| 30–300 MHz         | 10–1 m          | Very high frequency         | VHF       |
| 300 MHz – 3 GHz    | 1 m – 10 cm     | Ultra high frequency        | UHF       |
| 3–30 GHz           | 10–1 cm         | Super high frequency        | SHF       |
| 30–300 GHz         | 1 cm – 1 mm     | Extremely high frequency    | EHF       |
| 300 GHz – 3000 GHz | 1 mm – 0.1 mm   | Tremendously high frequency | THF       |